# Dicentria limosa
Dicentria limosa är en fjärilsart som beskrevs av William Schaus 1892. Dicentria limosa ingår i släktet Dicentria och familjen tandspinnare. Inga underarter finns listade i Catalogue of Life.